# 七保村
七保村（ななほむら）は三重県度会郡にあった村。現在の大紀町の東端、宮川の中流右岸、藤川の流域にあたる。

## 地理
- 山岳：浅間山、七洞岳
- 河川：宮川、藤川

## 歴史
- 1889年（明治22年）4月1日 - 町村制の施行により、野原村・野添村・金輪村・永会村・打見村・神原村の区域をもって発足。
- 1956年（昭和31年）9月30日 - 滝原町と合併して大宮町が発足。同日七保村廃止。